# Stalles (hippisme)
Pour les articles homonymes, voir Stalle (homonymie).

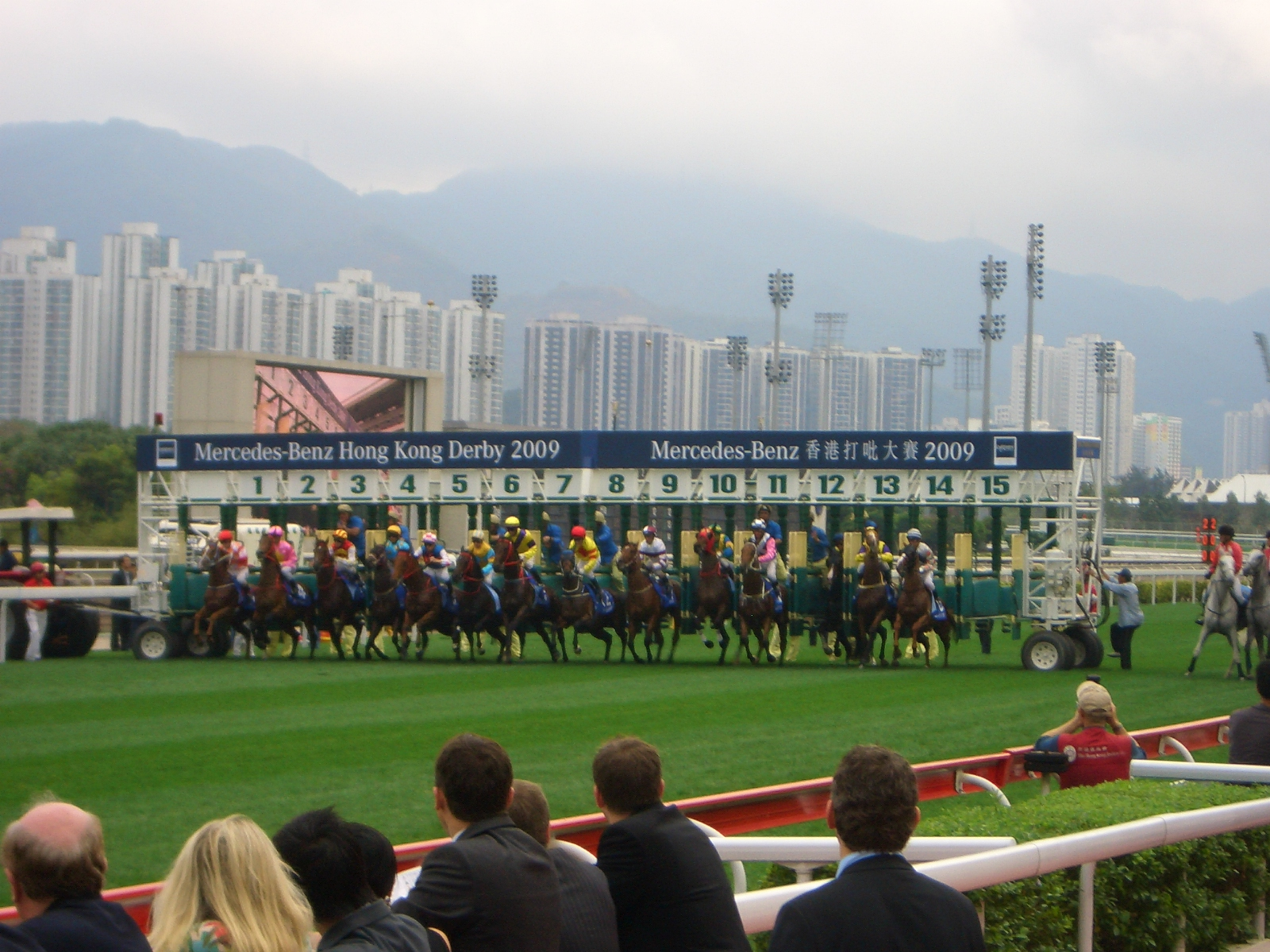
Ouverture des stalles au Hong Kong Derby de 2009.

Les stalles (en anglais : starting gate) sont un système pour maintenir et libérer les chevaux au moment du départ d'une course.
Ces stalles se présentent sous la forme de compartiments dans lesquels les chevaux viennent se ranger avant le départ de la course. Les boîtes sont alignées et s'ouvrent toutes en même temps. Ces stalles ne sont utilisées que pour les courses de plat.
Un dispositif similaire est utilisé pour les courses de lévriers.